# Бондаренко, Зинаида Дмитриевна
Зинаида Дмитриевна Бондаренко (8 сентября 1929 — 9 октября 2005) — передовик советского сельского хозяйства, свинарка колхоза «Луч коммунизма» Некоузского района Ярославской области, Герой Социалистического Труда (1971).

## Биография
Родилась в 1929 году на территории современной Ярославской области.
Трудилась свинаркой в колхозе «Луч коммунизма». Участница выставки достижений народного хозяйства. Член КПСС.
Указом Президиума Верховного Совета СССР от 8 апреля 1971 года за выдающиеся успехи, достигнутые в развитии сельскохозяйственного производства и выполнении пятилетнего плана продажи государству продукции животноводства, Зинаиде Дмитриевне Бондаренко было присвоено звание Героя Социалистического Труда с вручением ордена Ленина и медали «Серп и Молот».
Избиралась депутатом Ярославского областного Совета депутатов трудящихся, членом Некоузского райкома КПСС.
Работала в колхозе до выхода на пенсию.
Последние годы жизни проживала в Некоузском районе. Умерла 29 октября 2005 года.

## Награды
- золотая звезда «Серп и Молот» (08.04.1971)
- орден Ленина (08.04.1971)
- другие медали.